# Lordstown (Ohio)
Lordstown es una villa ubicada en el condado de Trumbull en el estado estadounidense de Ohio. En el Censo de 2010 tenía una población de 3417 habitantes y una densidad poblacional de 57,02 personas por km².

## Geografía
Lordstown se encuentra ubicada en las coordenadas 41°10′16″N 80°51′59″O / 41.17111, -80.86639. Según la Oficina del Censo de los Estados Unidos, Lordstown tiene una superficie total de 59.93 km², de la cual 59.92 km² corresponden a tierra firme y (0%) 0 km² es agua.

## Demografía
Según el censo de 2010, había 3417 personas residiendo en Lordstown. La densidad de población era de 57,02 hab./km². De los 3417 habitantes, Lordstown estaba compuesto por el 95.14% blancos, el 3.19% eran afroamericanos, el 0.15% eran amerindios, el 0.35% eran asiáticos, el 0% eran isleños del Pacífico, el 0.12% eran de otras razas y el 1.05% pertenecían a dos o más razas. Del total de la población el 0.88% eran hispanos o latinos de cualquier raza.